# سعد خلوقي
سعد خلوقي (مواليد 14 مايو 1978) هو سبّاح مغربي، مثّل بلاده في الألعاب الأولمبية الصيفية 2000.

## روابط خارجية
سعد خلوقي على موقع الاتحاد الدولي للسباحة (الإنجليزية)
- سعد خلوقي على موقع SwimRankings.net (الإنجليزية)
- سعد خلوقي على موقع اللجنة الأولمبية الدولية (الإنجليزية)
- سعد خلوقي على موقع أوليمبيديا (الإنجليزية)